# Mongólia a 2014. évi téli olimpiai játékokon
Mongólia az oroszországi Szocsiban megrendezett 2014. évi téli olimpiai játékok egyik részt vevő nemzete volt. Az országot az olimpián 1 sportágban 2 sportoló képviselte, akik érmet nem szereztek.

## Sífutás
Férfi
| Versenyző       | Versenyszám | Eredmény | Helyezés |
| --------------- | ----------- | -------- | -------- |
| Bold Byambadorj | 15 km       | 48:29,6  | 80.      |

Női
| Versenyző            | Versenyszám | Eredmény | Helyezés |
| -------------------- | ----------- | -------- | -------- |
| Chinbat Otgontsetseg | 10 km       | 38:43,1  | 70.      |